# Pierre Villetard
Pour les articles homonymes, voir Villetard.
Pierre Villetard de Prunières, dit Pierre Villetard, né à Paris le 10 décembre 1874 et mort à Neuilly-sur-Seine le 20 novembre 1956, est un écrivain français, auteur de romans populaires et sentimentaux.

## Biographie
Le père de Pierre Villetard, Charles Edmond Villetard de Prunières, était un homme de lettres, directeur des Journaux officiels et directeur de la presse au ministère de l'Intérieur. Pierre Villetard commença sa carrière littéraire en publiant des contes et des nouvelles dans diverses revues, dont La Plume, L'Ermitage, Akademos et le Mercure de France. Il était fort apprécié de son contemporain l'écrivain René Boylesve, qui en a fait un portrait élogieux dans ses Profils littéraires (collection d'articles publiée pour la première fois en 1962).
Pierre Villetard reçoit le Prix de l'Académie française en 1921 pour son livre intitulé Monsieur Bille dans la tourmente.

## Œuvres
- La Maison des sourires, 1905
- La Montagne d'amour, 1906
- La Montée, 1908
- Les Amuseuses, 1910
- Après lui, 1918
- Monsieur Bille dans la tourmente, 1921, Grand prix du roman de l'Académie française
- Mr et Mme Bille, 1921
- Le Droit d'aimer, 1921
- Mon ami..., 1922
- L'Aventure de Marise, 1923
- Le Château sous les roses, 1925
- John chez les cigales, 1925
- Côte d'Azur rapide, 1926
- Marise jeune fille, 1926
- L'Île sans lendemain, 1926
- Un homme les regarde, 1927
- Le Vieux Faune, 1927
- Le Prince charmant, 1928
- L'Arriviste au cœur tendre, 1932
- La Couronne d'épines, 1932
- Le Tournant, 1933
- Ma cousine Edna, 1935
- Le Jeu du mariage, 1936
- L'Enfant terrible, 1938
- Odile et le bonheur, 1939
- Tonia, mon amour, 1939 (publié dans Le Journal du 25 février 1939 au 19 mars 1939)
- La Flamme et l'ombre, 1946
- Monsieur Planche, homme de bien, 1949
- Les Poupées se cassent, 1949